# Apodemia
Genre
Apodemia est un genre d'insectes lépidoptères de la famille des Riodinidae. Ils résident tous en Amérique.

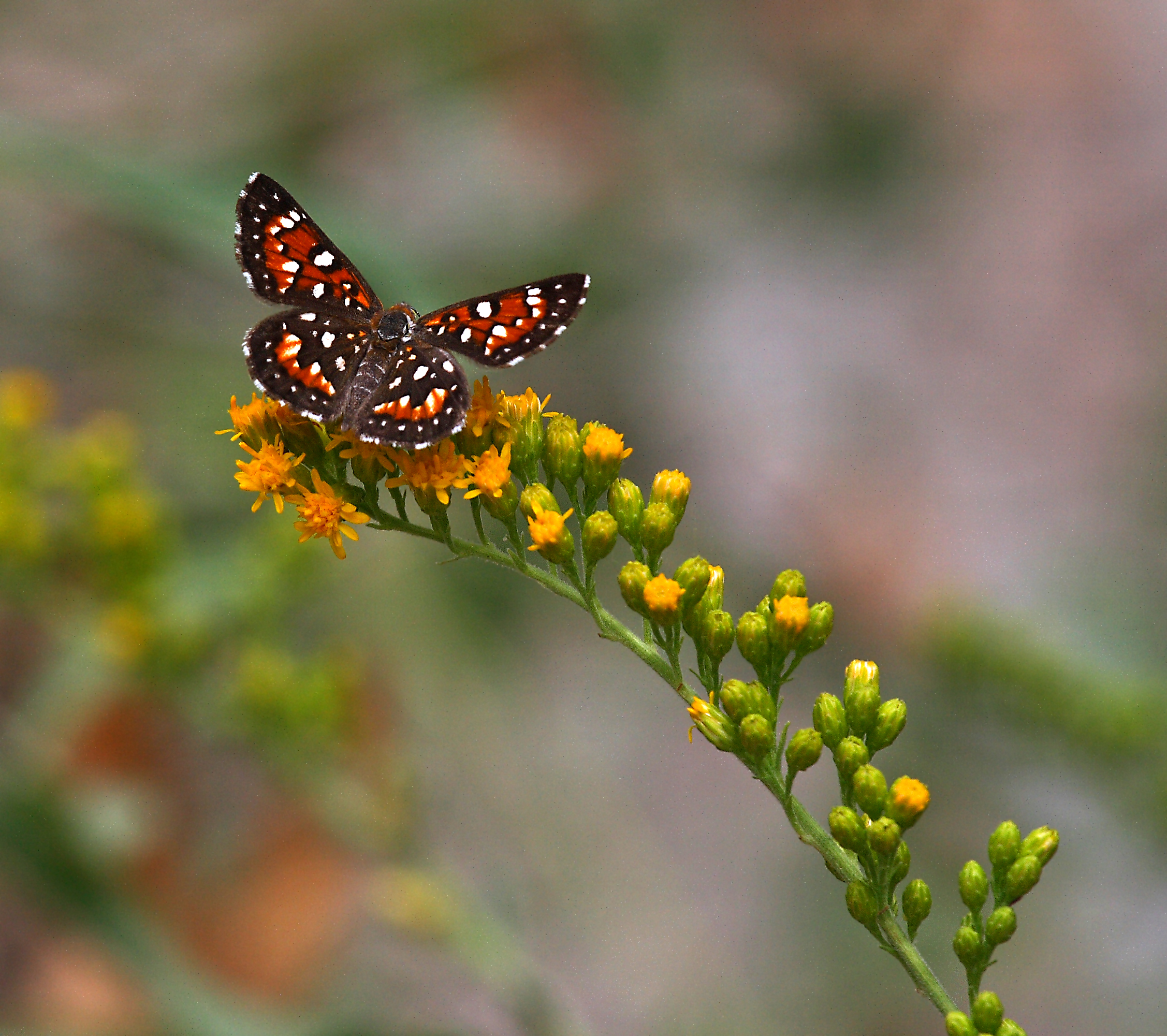
Apodemia mormo.

## Dénomination
Le nom Apodemia leur a été donné par Cajetan Freiherr von Felder et Rudolf Felder en 1865.

## Liste des espèces
- Apodemia castanea (Prittwitz, 1865)
- Apodemia chisosensis Freeman, 1964
- Apodemia duryi (Edwards, 1882)
- Apodemia hepburni Godman & Salvin, [1886]
  - Apodemia hepburni hepburni
  - Apodemia hepburni remota Austin, 1991
- Apodemia hypoglauca (Godman & Salvin, 1878)
  - Apodemia hypoglauca hypoglauca
  - Apodemia hypoglauca wellingi Ferris, 1985
- Apodemia mejicanus (Behr, 1865)
- Apodemia mormo (C. & R. Felder, 1859)
  - Apodemia mormo mormo
  - Apodemia mormo autumnalis Austin, 1998
  - Apodemia mormo cythera (Edwards, 1873)
  - Apodemia mormo deserti Barnes & McDunnough, 1918
  - Apodemia mormo dialeuca Opler & Powell, 1962
  - Apodemia mormo langei Comstock, 1938
  - Apodemia mormo maxima (Weeks, 1891)
  - Apodemia mormo tuolumnensis Opler & Powell, 1962
- Apodemia multiplaga Schaus, 1902;
- Apodemia murphyi Austin, 1988;
- Apodemia nais (Edwards, 1876)

- Apodemia palmerii (Edwards, 1870)
  - Apodemia palmerii palmerii

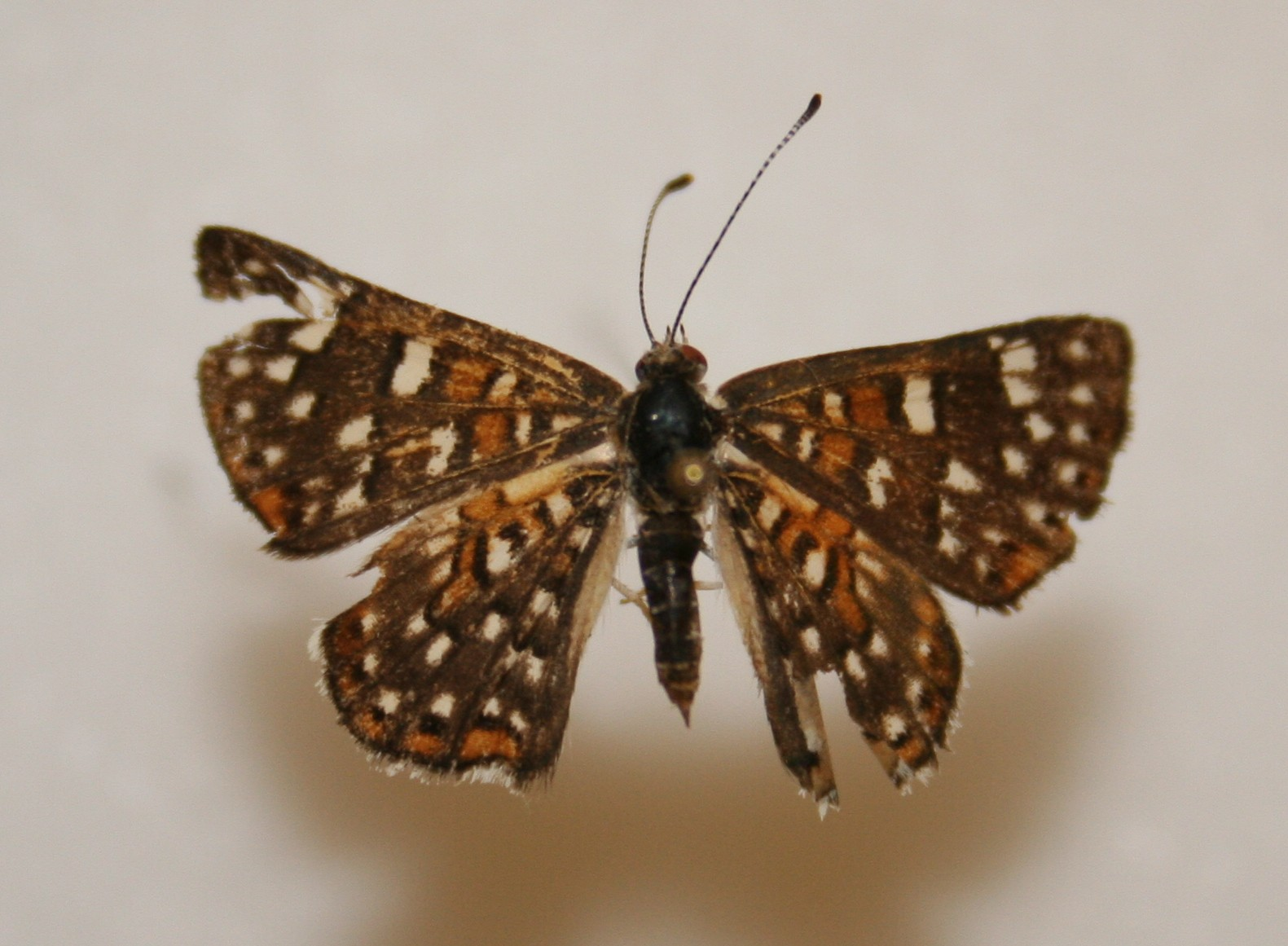
Apodemia palmerii

  - Apodemia palmerii arizona Austin, 1988
  - Apodemia palmerii australis Austin, 1988;
- Apodemia paucipuncta Spitz, 1930;
  - Apodemia paucipuncta paucipuncta
  - Apodemia paucipuncta moedensis Callaghan, 1979
- Apodemia phyciodoides Barnes & Benjamin, 1924
- Apodemia virgulti (Behr, 1865)
- Apodemia walkeri Godman & Salvin, [1886]

### Source
- Apodemia sur funet